# کیکه سانتاندر
کیکه سانتاندر (اسپانیایی: Kike Santander‎؛ زادهٔ ۱۱ مهٔ ۱۹۶۰) موسیقی‌دان، تهیه‌کننده موسیقی، آهنگساز، ترانه‌پرداز و پزشک اهل کلمبیا است. وی از سال ۱۹۸۷ میلادی تاکنون مشغول فعالیت بوده‌است. او دانش‌آموختهٔ رشته پزشکی و جراحی در دانشگاه واله است و پس ار یک سال کار در این رشته، تصمیم گرفت خود را وقف فراگیری موسیقی و آهنگسازی کند. او امروزه یکی از اصلی‌ترین آهنگسازان لاتین معاصر محسوب می‌شود با هنرمندانی چون داوید بیسبال، تالیا، چایانه، لوئیس میگل، ناتالیا اوریرو، آلخاندرو فرناندس، خوزه لوئیز رودریگز، گلوریا استفان همکاری نموده‌است. وی بیش از ۷۱۰ آهنگ ساخته و بیش از ۲۵ میلیون آلبوم موسیقی در سراسر جهان فروخته‌است. او ترانه‌سرای بیا صدایمان را بلند کنیم جنیفر لوپز بود. سانتاندر برندهٔ جوایزی همچون جایزهٔ موسیقی لاتین بیلبورد، جایزهٔ بی‌ام‌آی و ۳ جایزه گرمی لاتین شده‌است.
از فیلم‌ها یا مجموعه‌های تلویزیونی که وی در آن‌ها نقش داشته است، می‌توان به دانیلا اشاره نمود.